# Жюссьё, Адриен Анри Лоран де
Адрие́н Анри́ Лора́н де Жюссьё (фр. Adrien Henri Laurent de Jussieu, 23 декабря 1797, Париж, Франция, — 29 июня 1853, Париж, Франция) — французский ботаник. Сын Антуана Лорана де Жюссьё.
Член Французской Академии наук (с 1831), её президент (1853).
Учился в Сорбонне. Доктор медицины (1824).
С 1826 года занимал кафедру ботаники при Ботаническом саду в Париже.
В 1845 году Адриен Анри Лоран де Жюссьё стал профессором физиологии растений в Сорбонне, заместив скончавшегося за год перед тем Этьена Жоффруа Сент-Илера.
учёный оставил после себя несколько ценных монографий.

## Печатные труды
- De euphorbiacearum generibus medicisque earumdem viribus tentamen (Париж, 1824, с 18 таблицами рисунков,  (фр.)), самое обширное из его сочинений
- Thèse sur la famille des Euphorbiacées, 1824 (фр.)
- Monographie des Rutacées, 1825 (фр.)
- Flora Brasiliae Meridionalis (3 vol., 1825—1832) (фр.) (совместно с Огюстеном Сент-Илером)
- Mémoire sur le groupe des Méliacées, 1830 (фр.)
- Recherches sur la structure des plantes monocotylédones, Paris, 1839 (фр.)
- Cours élémentaire de botanique (Paris, 1840,  (фр.)), превосходное руководство по ботанике, переведённое на все основные европейские языки
- Monographie des Malpighiacées, 1843 (фр.)
- Géographie botanique, 1845 (фр.)